# William Dudley Haywood

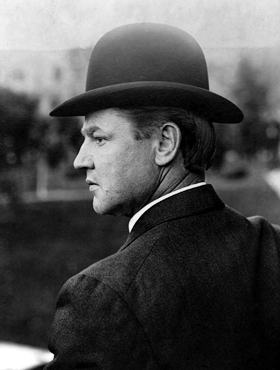
William Dudley Haywood

William Dudley Haywood (genannt Big Bill Haywood; * 4. Februar 1869 in Salt Lake City; † 18. Mai 1928 in Moskau) war eine charismatische Persönlichkeit der radikalen US-amerikanischen Gewerkschaftsbewegung. Als Funktionär der Western Federation of Miners (WFM) und später als Gründungsmitglied und Organisator der Industrial Workers of the World war er an zahlreichen teils militant geführten Arbeiterkämpfen beteiligt, wurde mehrfach zum Objekt staatlicher Verfolgung und floh in die Sowjetunion.

## Prägende Jahre
Bill Haywood war drei Jahre alt, als sein Vater an einer Lungenentzündung starb. Im Alter von 9 Jahren verletzte er sich am rechten Auge so gravierend, dass er auf diesem Auge erblindete. Etwas später begann er, als Minenarbeiter tätig zu sein. Nach kurzen Episoden als Cowboy und Bauer kehrte er wieder zu seinem Beruf als Minenarbeiter zurück. Dramatische Ereignisse wie der Haymarket Riot (1886) und der Pullman-Streik (1894), beide in Chicago, Illinois, steigerten sein Interesse an der Arbeiterbewegung.

## Erfahrungen in der Western Federation of Miners (WFM)
Inspiriert von einer Rede Ed Boyces, des Präsidenten der WFM, die er nahe der Silbermine, in der arbeitete, gehört hatte, trat Haywood 1896 der WFM bei. Dies war der Beginn seiner Aktivität als Organizer in der Arbeiterbewegung.
Haywood wurde sofort aktives Mitglied der WFM. 1902 übernahm er zusammen mit Charles Moyer die Führung der WFM, welche damals als die wohl militanteste und radikalste berufsständische Gewerkschaft der Vereinigten Staaten galt. Im selben Jahr nahm die WFM an erbittert geführten Arbeitskämpfen im US-Bundesstaat Colorado teil. Die WFM setzte eine Streikserie in Gang, um gegen die brutalen Arbeitsbedingungen und Hungerlöhne anzukämpfen. Die nachfolgenden Auseinandersetzungen zwischen Minenarbeitern und ihren Unterstützern auf der einen und einem Konglomerat aus Unternehmern, aufgebrachten Bürgern (auch marodierenden Lynchmobs) sowie staatlichen Kräften auf der anderen Seite, dauerten mehrere Jahre an, forderten das Leben von mindestens 33 Arbeitern und endeten mit einer Niederlage der WFM und der Vertreibung der meisten Gewerkschafter und anderer klassenbewusster Arbeiter aus der Region. Diese Ereignisse bestärkten Haywood in seinem Glauben an die Notwendigkeit einer großen Vereinigung, welche alle industriellen Zweige vertritt und eine breiter angelegte Unterstützung für die Arbeiter leistet: die One Big Union.

## Gründung der Industrial Workers of the World (IWW)
Ende 1904 trafen sich Haywood und 30 andere prominente Arbeiteraktivisten in Chicago, um Pläne für eine neue revolutionäre Gewerkschaft zu schmieden. Ein Manifest wurde verfasst und im ganzen Land publik gemacht. Delegierte und Einzelpersonen, die dem Manifest zustimmten, wurden zu einer Versammlung eingeladen, bei der die neue Gewerkschaft Industrial Workers of the World gegründet werden sollte. Am 27. Juni 1905 hielt Haywood bei der Gründungsversammlung der IWW eine Ansprache in der Brand’s Hall in Chicago. Im Publikum saßen 200 Delegierte von Organisationen aus dem ganzen Land, welche diverse regionale und berufsständische Gewerkschaften der Vereinigten Staaten repräsentierten. Haywood eröffnete die Versammlung mit folgenden Worten:

„Kameraden, dies ist der Kontinentalkongress der Arbeiterklasse. Wir sind hier, um die Arbeiter dieses Landes in einer Arbeiterbewegung zu vereinigen, damit der Zweck einer Gleichstellung der Arbeiterklasse mit dem Kapitalismus hergestellt wird. Ziel und Zweck dieser Organisation ist, dass die Arbeiterklasse in den Besitz von wirtschaftlicher Macht und in Kontrolle über Maschinen kommt, ohne dabei Rücksicht auf die Kapitalisten zu nehmen.“

Andere Sprecher auf der Versammlung waren William E. Trautmann, Funktionär der US-amerikanischen Brauerei-Gewerkschaft, Eugene V. Debs, Führer der Sozialistischen Partei Amerikas und Mary Harris „Mother“ Jones, eine Organisatorin der United Mine Workers of America. Nach ihrer Gründung wurde die IWW eine treibende Kraft der US-amerikanischen Arbeiterbewegung, die sich besonders bei Einwanderern und (Wander-)Arbeitern in ungesicherten Beschäftigungsverhältnissen verankern konnte.

## Mordprozess
Am 30. Dezember 1905 kam Frank Steunenberg bei einer Explosion in seinem Haus in Caldwell, Idaho ums Leben. Der frühere Gouverneur von Idaho war mit der WFM in vorangegangenen Streiks aneinandergeraten. Nach einem 64-seitigen Geständnis von dem Hauptverdächtigen, Harry Orchard, wurden Haywood, Charles Moyer und George Pettibone verhaftet. Haywoods Prozess begann am 9. Mai 1907. Trotz des Geständnisses von Orchard, der beteuerte, Steunenberg im Auftrag der WFM ermordet zu haben, fand die Staatsanwaltschaft keine brauchbaren Beweise, um Haywood zu verurteilen. Im Team der Anwälte, welche die WFM-Gewerkschafter vertraten, wurde u. a. der bekannte Bürgerrechtler Clarence Darrow aufgeboten, der in einer Verhandlung eine elf Stunden dauernde Verteidigungsrede hielt. Haywood und Pettibone wurden schließlich freigesprochen und die Anschuldigungen gegen Moyer fallengelassen. Nach dem Prozess setzte Haywood seine Arbeit als Gewerkschafts-Organizer fort.

## Haft, Verurteilung und Flucht

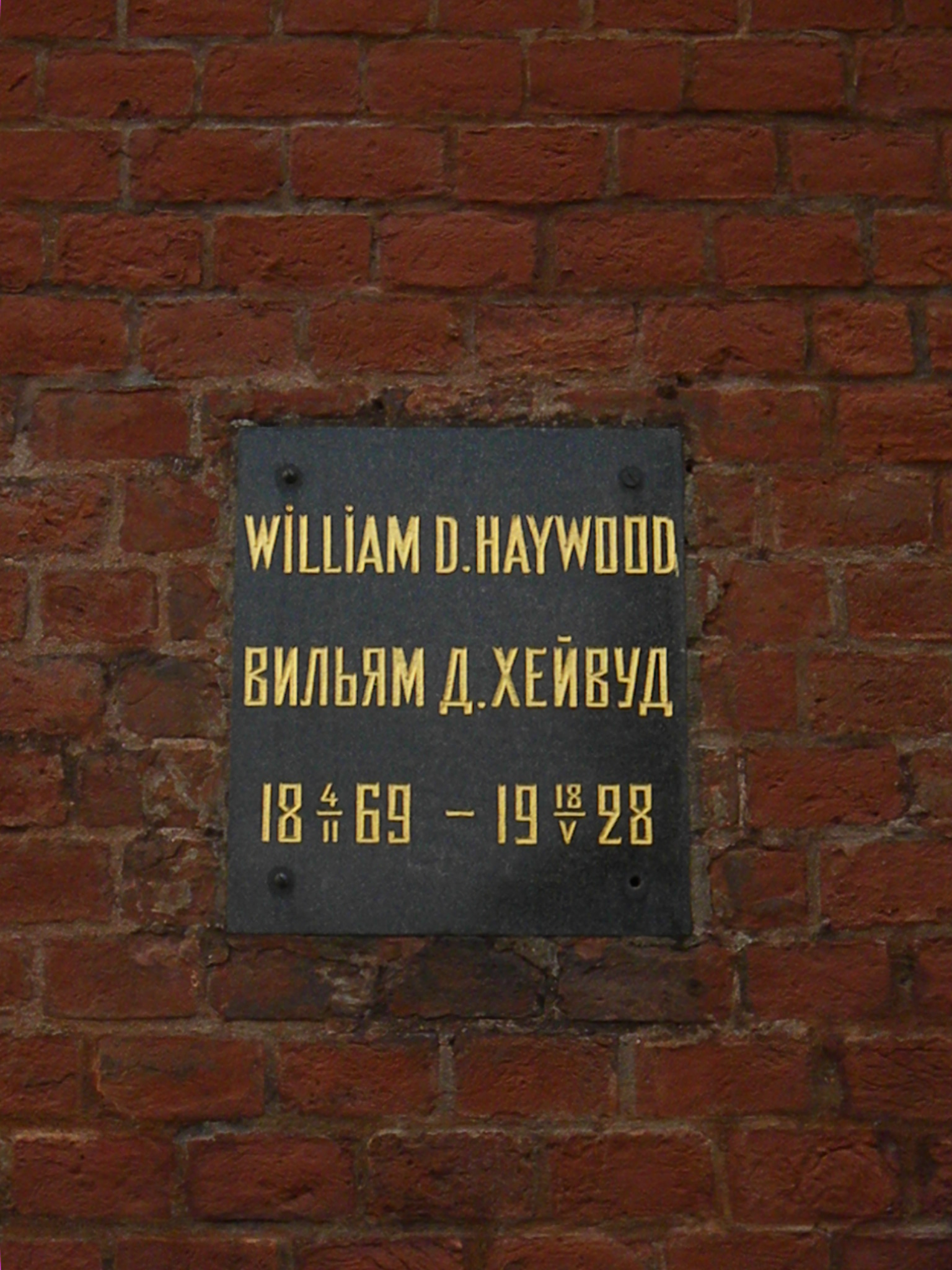
Haywoods Urnengrab an der Kremlmauer

Im Kriegsjahr 1918 wurde Haywood beschuldigt, Spionage- und Streikgesetze gebrochen zu haben, weil er zu einem Streik aufgerufen habe. Er wurde zu einer Gefängnisstrafe verurteilt, konnte aber vor der Vollstreckung in die Sowjetunion flüchten, wo er Berater der kommunistischen Führung wurde. Dort schrieb er seine Autobiografie Unter Cowboys und Kumpels. Er starb 1928 in Moskau. Die Hälfte seiner Asche wurde in der Nekropole an der Kremlmauer beigesetzt, die andere Hälfte nach Chicago geschickt und dort beigesetzt.

## Schriften
- Unter Cowboys und Kumpels. Erinnerungen eines amerikanischen Arbeiterführers. 4. Auflage. Dietz, Berlin 1988, ISBN 3-320-01148-0.